# Боевой (эсминец, 1984)
«Боевой» — 6-й эскадренный миноносец проекта 956 «Сарыч» (код НАТО — «Sovremenny class destroyer»).

## История строительства
Заложен на заводе № 190 им. А. А. Жданова 25 марта 1982 года (строительный № 866), спущен на воду 4 августа 1984 года, с 29 ноября 1985 года проходил швартовные испытания, заводские ходовые и государственные испытания проходил в период с 30 мая по 10 августа 1986 года (за время испытаний кораблём было пройдено 5780 морских миль за 42 ходовых суток). Передан ВМФ 28 сентября 1986 года, 11 октября был поднят военно-морской флаг, 5 ноября вступил в состав ВМФ. На период строительства был в составе 13-й бригады строящихся и ремонтирующихся кораблей (13 брстремк) Ленинградской военно-морской базы, на период испытаний был в составе 76-й бригады ракетных кораблей 12-й дивизии ракетных кораблей с базированием на военно-морскую базу Лиепая .

## Служба
С 1986 года эсминец «Боевой» был включён в состав 175-й бригады ракетных кораблей 10-й оперативной эскадры Тихоокеанского флота. 22 июня 1987 года начал переход на Тихоокеанский флот с несением боевой службы в Персидском заливе (провёл 22 судна в 16 конвоях). С 23 по 27 июля находился с деловым визитом в Адене (Южный Йемен). Совместно с БПК «Адмирал Трибуц» под флагом командира эскадры вице-адмирала В.Н. Сергеева совершил повторный деловой заход в Аден.
28 ноября 1987 года в Индийском океане встретился с отрядом боевых кораблей, с 29 ноября по 3 декабря под флагом контр-адмирала В.И Дарнопыха нанёс визит в Бомбей (Индия), 11 декабря прошёл Малаккский пролив, с 14 по 16 декабря заходил в ВМБ Камрань (Вьетнам), вечером 22 декабря 1987 года совместно с БПК «Маршал Шапошников» и «Адмирал Захаров» прибыл во Владивосток. С 12 по 16 мая 1988 года совместно с ТАВКР «Новороссийск» и БПК «Адмирал Захаров» под флагом адмирала Г.А. Хватова нанёс визит в порт Вонсан (Северная Корея), в порту Вонсан эсминец «Боевой» посетил командующий ВМФ КНДР.
С 4 апреля 1989 года нёс боевую службу в Персидском заливе, выполняя задач разведки и проводки конвоя, с 14 по 18 августа находился в Мадрасе (Индия), позднее в Южно-Китайском море выполнял слежение за авианосной многоцелевой группой ВМС США; в шторм спас 50 вьетнамцев с погибшей джонки, доставил их в Камрань. 23 сентября возвратился во Владивосток. С апреля по сентябрь прошёл 16 876,6 морских миль. Боевая служба корабля оценена на отлично. По итогам 1989 года корабль получил приз ГК ВМФ за артиллерийскую стрельбу и занял 1 место среди надводных кораблей ТОФ, объявлен лучшим кораблём по подготовке к защите от оружия массового поражения, экипаж награждён переходящим Красным знаменем Военного Совета ТОФ.
12 июля 1990 года в составе отряда боевых кораблей совершил выход в море, 16 – 18 июля заходил в Петропавловск-Камчатский, с 31 июля по 4 августа совместно с БПК «Адмирал Виноградов» и танкером «Аргунь» под флагом адмирала Г. Хватова совершил дружеский визит в ВМБ Сан-Диего (США). За время визита на кораблях побывало 49 000 американцев; 18 августа 1990 года заходил в Петропавловск-Камчатский, 22 августа прибыл во Владивосток. За время похода прошёл 12100 морских миль с 5 заправками на ходу. За последующий 1991 год прошёл 4730 морских миль.
С 15 октября 1992 по 30 августа 1993 года прошёл ремонт на СРЗ № 178.  В 1994 году завоевал 1 место в ВМФ по ракетной подготовке. В октябре-декабре 1994 года проходил докование. В августе 1995 года в составе корабельной ударной группы с эсминцем «Безбоязненным» завоевал приз ГК ВМФ по ракетной подготовке и приз за поиск ПЛ. В 1996 году при неисправных котлах совершил в составе корабельной ударной группы выход в море, завоевав приз ГК ВМФ по ракетной подготовке. С 1998 года выведен в резерв по причине отсутствия средств на замену трубок в главных котлах. Поставлен в отстой в бухте Абрек.

## Утилизация
В июне 2020 в ходе утилизации затонул, загрязнив акваторию, через месяц был поднят.

## Командиры[1]
- С 22 июня 1985 года — капитан 3 ранга Смирнов Анатолий Иванович;
- С 1989 года — капитан 2 ранга Романов Юрий Николаевич;
- С 1991 года — капитан 2 ранга Окороков Борис Валерьевич;
- С 21 октября 1992 года — капитан 2 ранга Верёвкин Дмитрий Васильевич;
- С 20 февраля 1996 года — капитан 2 ранга Куницын Владимир Борисович;
- С 2000 года — капитан 2 ранга Ткаченко Андрей Константинович;
- С 2004 года — капитан 1-го ранга Чухраев Руслан Эдуардович;
- С 2006 года — капитан 1-го ранга Глущенко Вадим Владимирович.

## Бортовые номера[1]
В ходе службы эсминец сменил ряд следующих бортовых номеров
- 1986 год — № 678;
- С 20 декабря 1987 — № 640;
- 1989 год — № 728;
- 1990 год — № 554, 770;
- 1993 год — № 720.